# 渡邉信一郎
渡邉 信一郎（わたなべ しんいちろう、1954年 - ）は、日本の地方公務員、鉄道実業家。津市副市長や三重県副知事を経て、伊勢鉄道代表取締役社長。

## 人物・経歴
三重県四日市市生まれ。南山大学経営学部卒業。1977年三重県入庁。三重県農水商工部企画室長を経て、2006年津市助役。2007年津市副市長。三重県政策部長、三重県環境森林部長、三重県農水商工部長を経て、2012年からは新設の三重県危機管理統括監を務めた。2016年から三重県副知事。2020年副知事任期満了退任、伊勢鉄道代表取締役社長。2024年、瑞宝中綬章受章。